# Georges Canguilhem

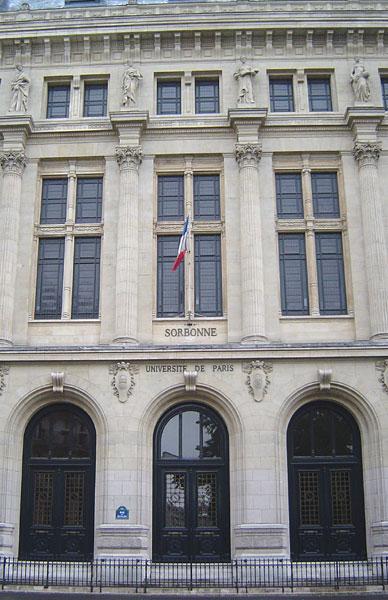
Front de la Sorbona a París, on va ensenyar Canguilhem

Georges Canguilhem (Castellnou d'Arri, 4 de juny de 1904 - Marly-le-Roi, 11 de setembre de 1995) va ser un filòsof francès, membre del Collège de France, especialitzat en epistemologia i història de la ciència. La seva obra es dirigeix cap a les ciències de la vida, és una de les més noves de la segona meitat del segle xx, en aconseguir desbordar, amb les seves intuïcions, aquest camp estricte. Es diu d'ell que va ser el teòric de la norma activitat, en considerar que les normes visibles són sempre el producte d'un poder regulador previ.

## Trajectòria
Canguilhem va entrar a l'Ecole Normale Superieure a 1924, en la seva mateixa classe estaven els que serien grans figures del pensament i de les lletres. Jean-Paul Sartre, Raymond Aron i Paul Nizan. Després d'aconseguir l'agregació (al'Agrégation) el 1927 va ensenyar a diversos instituts al llarg de França, però a més va iniciar estudis de medicina mentre ensenyava a Tolosa de Llenguadoc.
Va aconseguir després un lloc a la Universitat d'Estrasburg a 1941 i va rebre el doctorat en medicina a 1943, al mig de la Segona Guerra Mundial. Per cert, que-usant el pseudònim "Lafont" -, Canguilhem va ser un membre actiu de la Resistència francesa, mentre exercia com a metge a l'Alvèrnia.
Després, el 1948, va dirigir el departament de filosofia a Estrasburg. Set anys més tard, va ser nomenat professor a la Sorbona i va passar a Gaston Bachelard com a director de l'Institut per a la Història de la Ciència, una posició que ocuparia fins a 1971, moment en començar una activa carrera com a docent emèrit.
Com a Inspector General i després President del Jury d'al'Agrégation en filosofia, Canguilhem va tenir una gran influència sobre la instrucció filosòfica a França en la segona meitat del segle xx. Va ser conegut per més d'una generació de filòsofs acadèmics francesos com un avaluador precís i exigent qui, en paraules de Louis Althusser, creia que podia corregir la comprensió filosòfica dels professors "cridant". Aquesta creença no va impedir que fos considerat amb afecte per la generació intel·lectual que va sorgir en escena en els anys 60, com ara Jacques Derrida, Michel Foucault, Louis Althusser i Jacques Lacan. En tot cas va influir decisivament en l'epistemologia històrica francesa fins avui, el que va fer que s'ampliés el seu merescut ressò.

## Filosofia de la ciència
Le normal et le pathologique  és una exploració de la naturalesa i significat de la normalitat en medicina i biologia així com sobre la producció i institució del coneixement mèdic. Continua sent un treball seminal en antropologia mèdica i història de les idees i és encara àmpliament influent (degut en part al pes de Canguilhem en Foucault).
 La connaissance de la vie  és un estudi sobre l'especificitat de la biologia com a ciència, el significat històric i conceptual del vitalisme, i la possibilitat de concebre organismes no basant-se en models tècnics i mecànics que el redueixin a una màquina, sinó tenint en compte la relació de l'organisme amb el medi en què viu, el seu èxit a sobreviure en el medi (i per tant la seva relació amb "fallides" genètics i "anormalitats") i la seva complexió que és sempre més gran que la suma de les parts ".
Canguilhem argumentar fortament en favor d'aquestes posicions, criticant el vitalisme imperant en els segles xviii i xix (i la seva política) i advertint sobre la reducció de la biologia a una "ciència física". Ell creia que una reducció semblant privaria a la biologia d'un camp d'estudi adequat, en transformar (ideològicament) criatures vives en estructures mecàniques contenint un equilibri químic-físic que no pot donar compte de la particularitat dels organismes o de la complexitat de la vida. Posteriorment va alterar aquestes crítiques en  Ideologia i racionalitat en la història de les ciències de la vida .
Més que un gran teòric, Canguilhem va ser un dels pocs filòsofs del segle XX que va desenvolupar un enfocament influït per la seva educació mèdica. Va ajudar a definir un mètode pràctic i rigorós per estudiar la història de la ciència. El seu treball es va orientar, d'una banda, cap als conceptes del 'normal' i el 'patològic' i de l'altra, cap a una història crítica de la formació de conceptes com ara 'reflex' a la història de la ciència. El 1983 va rebre la Medalla Sarton per la Societat Internacional d'Història de la Ciència. Canguilhem va ser també un mentor per a diversos intel·lectuals francesos dels seixanta i setanta.

## Filosofia de la medicina
A "Màquina i organisme" Canguilhem intenta realitzar dues inversions pel que fa al pensament clàssic. Primer, en comptes de considerar la tècnica només com a "teoremes solidificats", on la ciència tindria una absoluta prioritat; ell considerés que la tècnica és original. En segon lloc, en comptes d'intentar explicar l'estructura i el funcionament de l'organisme a partir de la màquina; intentés provar que l'organisme té una prioritat lògica i històrica sobre la màquina.
A partir de les seves anàlisis en aquest sentit, arriba a la conclusió que ciència i tècnica han de ser considerades com a dos tipus d'activitats diferents, on la segona no sorgeix de la primera, sinó que cada una manllevada de l'altra, problemes i solucions.
A "El normal i el patològic" comença dient que si bé en la psiquiatria i la psicologia contemporània ha tingut lloc un intens debat sobre la dificultat de definir aquests conceptes, des d'una perspectiva psicopatològica, la fisiologia no ha donat compte d'un debat similar. Segons ell, cal tenir en compte això, ja que no és gens fàcil, tampoc en el context de la fisiologia, definir aquests conceptes.

## Obres
- Essai sur quelques problèmes concernant li normal et el patològiques , tesi doctoral de 1943. Després, redactada com  Le normal et le pathologique , París, PUF, 1966.
- La formation du concept de rèflex aux XVIIe et XVIIIe siècles , París, PUF, 1955.
- La connaissance de la vie , París, Hachette, 1942; Vrin, 1965, i 1992, ampliat.  EL coneixement de la vida , Barcelona, Anagrama, 1976.
- Études d'histoire et de philosophie des sciences concernant les vivants et la vie , París, Vrin, 1968; ampliat el 1994 amb «Le statut épistémologique de la médecine» (1985).
- idéologie et rationalité dans l'histoire les sciences de la vie , París, Vrin, 1977 i 1988, revisat.
- Écrits sur la médecine , París, Seuil, 2002, pòstum.

## Sobre Canguilhem
- Michel Foucault, "La vie: l'expérience et la sciencie", ara en  Dits et écrits , París, Gallimard, 1994, t. IV.
- E. Balibar, M. Cardot, F. Duroux, M. Fichant, D. Lecourt i J. Roubaud, coords.,  Georges Canguilhem, philosophe, historien des sciences , París, A. Michel, 1993; actes del col·loqui del Palais de la Découverte, 6/8-XII-1990.
- François Dagonet,  Georges Canguilhem: Philosophie de la vie , París, Les empêcheurs de penser en rond, 1997.
- Edició de  Economy and Society , 27:2-3. 1998, dedicat a Georges Canguilhem.
- R. Horton, "Georges Canguilhem: philosopher of disease",  Journal of the Royal Society of Medicine  88 (1995): 316-319.
- Guillaume Le Blanc,  Canguilhem et les normes , París, PUF, 1998.
- Dominique Lecourt,  Georges Canguilhem , París, PUF, 2008.